# H!T Music Channel
Hit Music Channel (estilizado como H!T music channel) é um canal de televisão romeno, pertencente à operadora Digi, e dedicado à transmissão de sucessos musicais, em especial das décadas de 1980 e 1990.
O canal foi lançado originalmente em 8 de fevereiro de 2010, na Hungria, e posteriormente introduzido na Romênia em 18 de janeiro de 2012, por meio da operadora Digi. A Digi também distribui outros canais musicais, como o UTV e o Music Channel na Romênia.
As versões húngaras do H!T Music Channel e do Music Channel foram encerradas em 2022, após a venda da subsidiária da Digi na Hungria.
Este canal apenas está disponível na Roménia, ao contrário dos restantes canais.
1. ↑  «DIGI»